# Kay Felder
Kahlil Ameer Felder jr. (Detroit, 29 marzo 1995) è un cestista statunitense.

## Biografia
È cugino di Steve Smith, ex cestista NBA.

## Carriera

### Cleveland Cavaliers (2016-2017)
Al Draft 2016 venne selezionato come 54ª scelta dagli Atlanta Hawks, venendo trasferito la sera stessa ai Cleveland Cavaliers. Durante la pre-season nonostante l'altezza (1,75 cm) fornì delle ottime prestazioni, tanto da trovare anche abbastanza spazio nelle rotazioni dei Cavs. Durante la stagione gioca 42 delle partite dei Cavs subentrando sempre, e venendo prestato spesso ai Canton Charge in D-League.
Non giocò nessuna partita nel corso dei play-off in cui i Cavs persero la finale contro i Golden State Warriors per 4-1.
Il 15 ottobre 2017 venne ceduto via trade agli Atlanta Hawks, squadra che lo draftò un anno prima, insieme a Richard Jefferson, venendo tagliato (stessa sorte toccata a Jefferson) immediatamente dalla franchigia della Georgia.

### Chicago Bulls, Detroit Pistons e prestiti in D-League (2017-2018)
Nella stagione 2017-18 Felder giocò nei Chicago Bulls e nei Detroit Pistons, ma senza imporsi con nessuna delle due franchigie, venendo tagliato dalla prima in dicembre (nonostante avesse giocato 14 partite) e giocando solo 2 partite con la seconda (con cui stipulò un two-way contract a gennaio), trovando più spazio in D-League (soprattutto con i Grand Rapids Drive).

### Raptors 905 e arresto (2018)
Il 22 agosto 2018 firmò un contratto non garantito con i Toronto Raptors, che lo tagliarono il 13 ottobre dello stesso anno poco prima dell'inizio della stagione regolare. Pochi giorni dopo venne aggregato al roster dei Raptors 905, franchigia affiliata ai Toronto Raptors in G-League.
Il 3 dicembre 2018 venne tagliato in quanto fu arrestato per aver tentato di strangolare una donna a una cena, venendo successivamente arrestato.

## Statistiche

### College
| Anno      | Squadra             | PG  | PT  | MP   | TC%  | 3P%  | TL%  | RP  | AP  | PRP | SP  | PP   |
| --------- | ------------------- | --- | --- | ---- | ---- | ---- | ---- | --- | --- | --- | --- | ---- |
| 2013-2014 | OU Golden Grizzlies | 33  | 33  | 32,4 | 40,2 | 32,3 | 75,6 | 3,9 | 6,4 | 0,9 | 0,1 | 9,5  |
| 2014-2015 | OU Golden Grizzlies | 33  | 32  | 38,5 | 42,2 | 33,8 | 82,6 | 4,8 | 7,6 | 2,0 | 0,2 | 18,1 |
| 2015-2016 | OU Golden Grizzlies | 35  | 35  | 36,7 | 44,0 | 35,5 | 84,8 | 4,3 | 9,3 | 2,0 | 0,2 | 24,4 |
| Carriera  | Carriera            | 101 | 100 | 35,9 | 42,6 | 34,5 | 82,2 | 4,3 | 7,8 | 1,6 | 0,2 | 17,5 |

### NBA

#### Regular Season
| Anno      | Squadra             | PG | PT | MP  | TC%  | 3P%  | TL%  | RP  | AP  | PRP | SP  | PP  |
| --------- | ------------------- | -- | -- | --- | ---- | ---- | ---- | --- | --- | --- | --- | --- |
| 2016-2017 | Cleveland Cavaliers | 42 | 0  | 9,2 | 39,2 | 31,8 | 71,4 | 1,0 | 1,4 | 0,4 | 0,2 | 4,0 |
| 2017-2018 | Chicago Bulls       | 14 | 0  | 9,6 | 30,3 | 22,2 | 91,7 | 1,0 | 1,4 | 0,2 | 0,1 | 3,9 |
| 2017-2018 | Detroit Pistons     | 2  | 0  | 3,0 | 25,0 | 0,0  | -    | 2,0 | 0,0 | 0,0 | 0,0 | 1,0 |
| Carriera  | Carriera            | 58 | 0  | 9,1 | 36,4 | 26,8 | 75,4 | 1,0 | 1,3 | 0,4 | 0,1 | 3,8 |